# Cáp treo Vinpearl Land

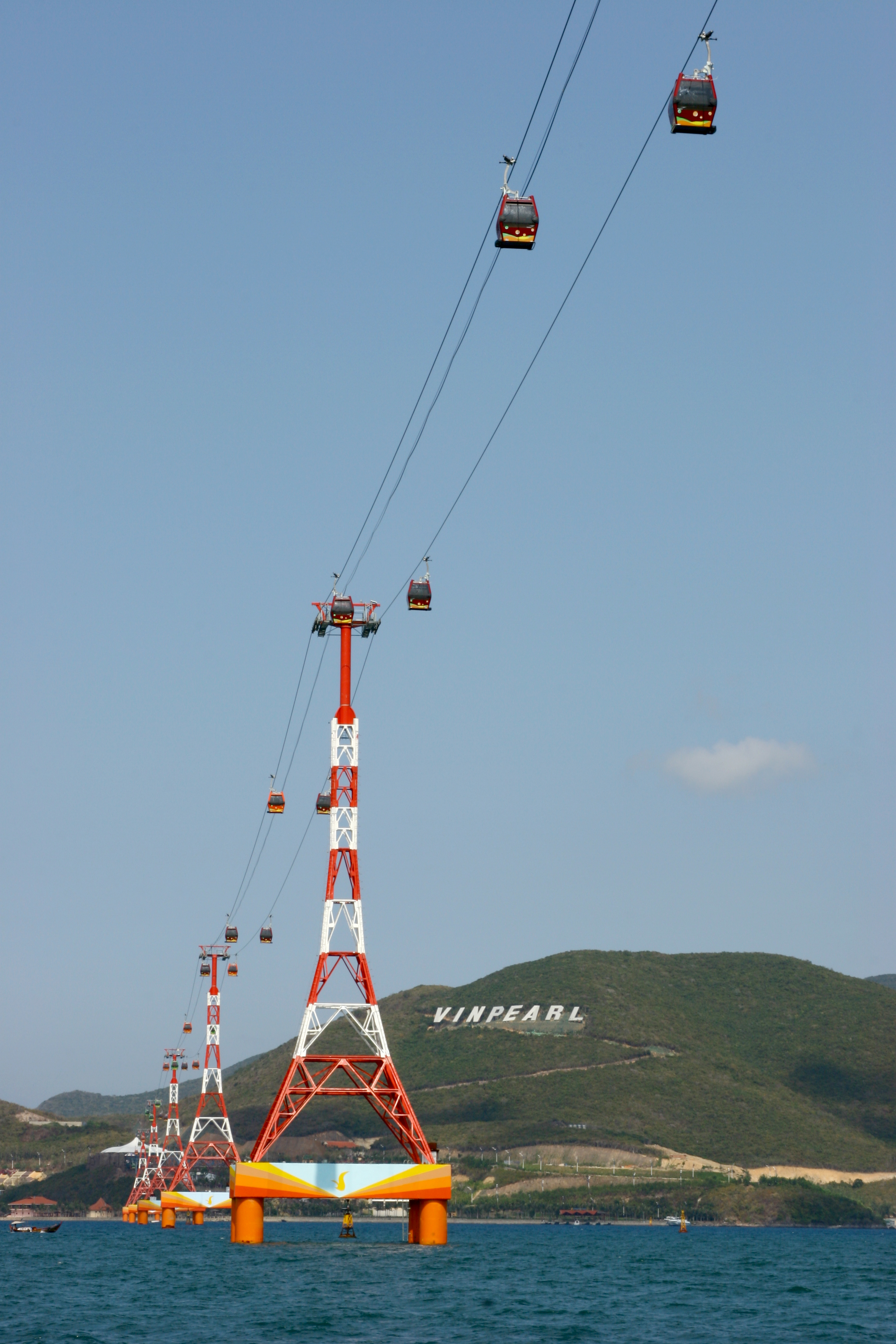
Tuyến cáp treo đến Vinpearl Land

Cáp treo Vinpearl Land là một tuyến cáp treo vượt biển vịnh Nha Trang dài 3320 m, nối Nha Trang với khu du lịch Hòn Ngọc Việt trên đảo Hòn Tre. Đây là tuyến cáp treo được Sách kỷ lục thế giới Guinness vinh danh là cáp treo vượt biển dài nhất thế giới và cũng là cáp treo chứa được nhiều người nhất trên 1 cabin (8 người) tại thời điểm khánh thành. Tuy nhiên vào năm 2018, kỷ lục này đã thuộc về cáp treo Hòn Thơm tại Phú Quốc với tổng chiều dài gần 8 km .

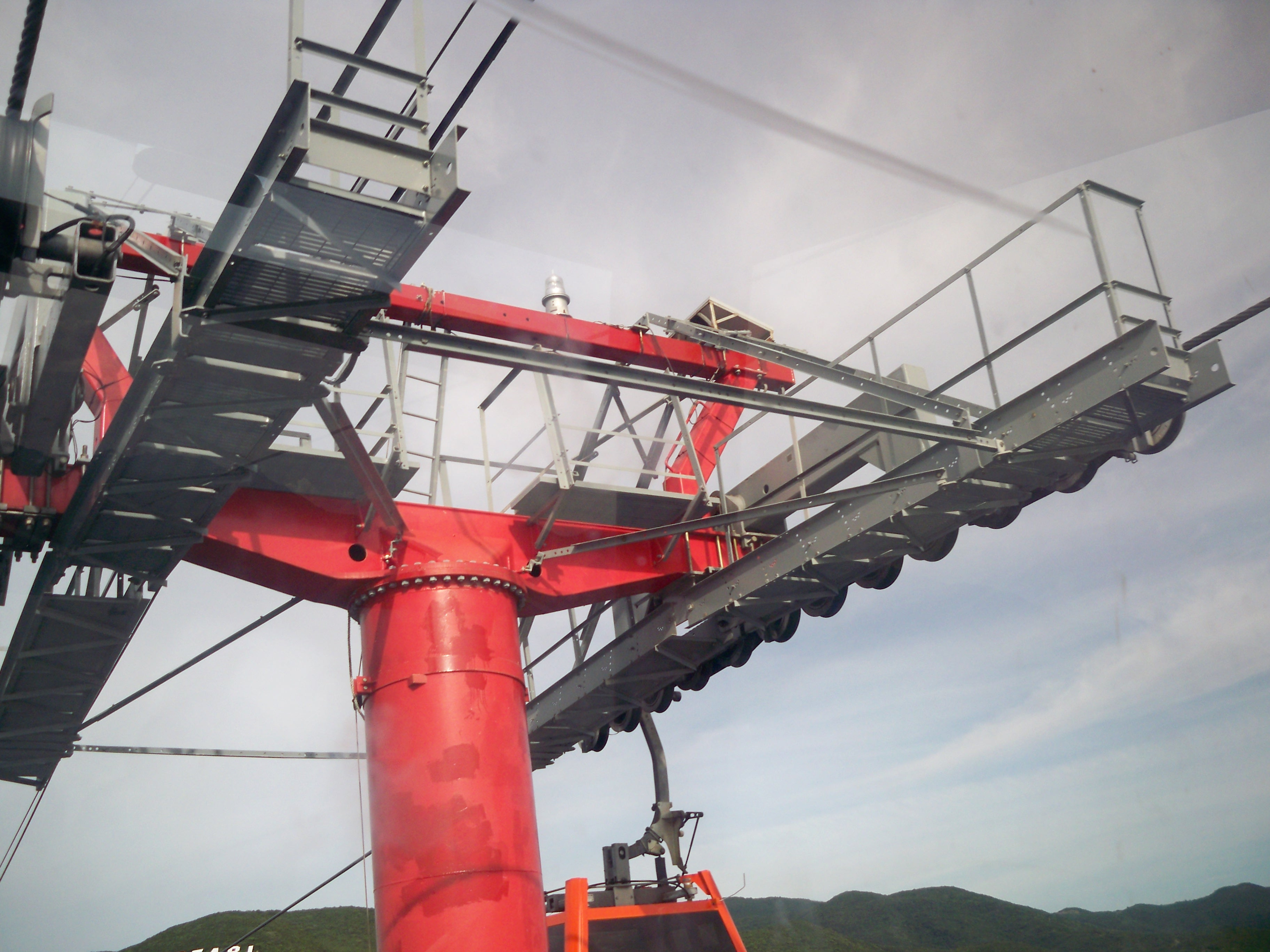
Trụ cáp treo

## Mô tả
- Trên hệ thống bản đồ và bảng chỉ dẫn, cáp treo này được gọi là Cáp treo Thiên Đường
- Theo thiết kế, cáp treo có 65 cabin, có thể phục vụ 1500 lượt khách/1 chiều mỗi giờ. Mỗi cabin sẽ vượt qua đoạt đường biển giữa Nha Trang và đảo Hòn Tre trong gần 9 phút 20 giây. Toàn bộ tuyến có 9 trụ (trụ cao nhất 54,65m, thấp nhất 7,96m, bao gồm 7 trụ trên biển và 2 trụ được đặt tại ga đầu và ga cuối. Các trụ được thiết kế mô phỏng theo tháp Eiffel, vào ban đêm có hệ thống đèn neon thắp sáng toàn trụ). Cáp chịu được sức gió cấp 7, chi phí bồi thường tối đa cho 1 tai nạn xảy ra trên 1 cabin là 12 tỷ đồng. Công trình được khánh thành ngày 10 tháng 3 năm 2007.
- Lịch hoạt động:

Từ 09h00 - 22h00 các ngày trong tuần (tại thời điểm năm 2025). Sau khung giờ trên khách hàng sẽ di chuyển bằng tàu cao tốc để về lại đất liền các chuyến phút 15 và 45 (chuyến cuối 23:15).